# Göran Lindberg (polis)
Karl Göran Gustav Lindberg, född 25 april 1946 i Uppsala församling i Uppsala län, är en svensk jurist och tidigare polischef.
Han har haft befattningar inom polisen som rektor för Polishögskolan 1989–1997 och som länspolismästare i Uppsala län 1997–2006.
År 2010 greps och dömdes han till sex års fängelse för bland annat grov våldtäkt, som i ljuset av hans engagemang kring genusfrågor väckte stor medial uppmärksamhet.

## Utbildning och karriär
På 1960-talet påbörjade Göran Lindberg en officersutbildning. Han ändrade dock inriktning till juridik, och avlade juris kandidat-examen 1972. I början av 1970-talet inledde han sin tjänst inom polisen som polisintendent i Huddinge, en befattning som han även upprätthöll i Kalix och Solna. År 1973 började han studera vid polischefsskolan och 1982 blev han biträdande polischef i Huddinge. Han var rektor för Polishögskolan under åtta år från 1989 till 1997 och länspolismästare i Uppsala län nio år från 1997 till 2006.
Göran Lindberg förordnades till länspolismästare av regeringen 1997 under Laila Freivalds tid som justitieminister. Han var kontroversiell som länspolischef och möttes av protester från såväl polisfacket som flera kommunalråd i Uppsala län. När Lindbergs inledande sexåriga förordnande löpte ut, fick han ändå förordnande med ytterligare tre år av regeringen med förord från rikspolischefen Sten Heckscher och på förslag av justitieministern Thomas Bodström.
År 2003 tog Göran Lindberg initiativet till Bemötandeprojektet, efter det att åklagarmyndigheten i Västerås uppmärksammat polismyndigheten i Uppsala län på att anmälningar från medborgare gällande dåligt bemötande av polisen ökade. Syftet med projektet var att ta fram en handlingsplan för att öka medborgarnas förtroende för polisen. Arbetet inleddes med att polisen gick igenom anmälningar mellan 1997 och första halvåret 2003, och utmynnade i förslag om att all polispersonal skulle utbildas i bemötande av brottsoffer och allmänheten.
Han tjänstgjorde därefter vid Rikspolisstyrelsen som utredare med inriktning på jämställdhet och etik i ett internationellt perspektiv.
Lindberg invaldes 2003 som ledamot av Kungliga Krigsvetenskapsakademien. Han utträdde 2010.

## Göran Lindbergs jämställdhetsarbete
Lindberg har engagerat sig för jämställdhet och ofta anlitats som föreläsare. För sitt jämställdhetsarbete har han fått smeknamnet Kapten Klänning, ett namn som han sade sig bära med stolthet. Lindberg var polisens projektansvarige i EU-projektet Genderforce, vilket syftade till att förbättra svenska internationella insatser, bland annat ur ett genusperspektiv. Lindbergs arbete bidrog starkt till att andelen kvinnor inom polisen ökade under hans tid som yrkesverksam polis, men han utsattes samtidigt för hård intern kritik för sitt fokus på jämställdhetsfrågor. År 2002 fick Lindberg priset Framtidens man av Uppsala kommun.
Då Sveriges Radio Dalarna i februari 2007 uppmärksammade att endast 13 av 80 chefer inom polisen i Dalarna var kvinnor, trots att andelen anställda kvinnor var 33 procent, riktade Lindberg kritik mot polisledningen och uppmanade den att agera, eftersom det saknades kunskap om jämställdhetsfrågor. Lindberg har även varit sakkunnig åt Jämställdhetsombudsmannen.

## Sexualbrott
Göran Lindberg greps 25 januari 2010 misstänkt för sexualbrott. Han dömdes i november samma år av hovrätten till sex års fängelse för grov våldtäkt, våldtäkt, köp av sexuella tjänster, försök och medhjälp till köp av sexuella tjänster samt koppleri och misshandel. Däremot friades han vad gäller våldtäkt mot barn, då brottet inte ansågs styrkt.

### Misstankar
Misstankar fanns redan 2007 och Lindberg greps slutligen tre år senare på en bensinstation i Falun dit han åkt för att träffa en 14-årig flicka som han fått kontakt med via en telefonlinje. Sedan en tid pågick en spaningsinsats mot Lindberg. Insatsen hade kodnamnet "Operation Värdegrund". Värdegrund var ett av ledorden i Göran Lindbergs egna föreläsningar och arbete för jämställdhet och respekt. Den 28 januari 2010 häktades Lindberg vid Södertörns tingsrätt på sannolika skäl misstänkt för våldtäkt och förberedelse till grov våldtäkt mot barn. Lindberg förnekade brott. Den 25 februari meddelades att utredningen mot Lindberg hade utökats med misstankar om ytterligare våldtäkter och koppleri och att en omhäktning hade begärts.
Misstankarna mot Göran Lindberg ledde till en omfattande diskussion i medierna om misstroende mot polisens arbete i allmänhet och polisens jämställdhetsarbete i synnerhet.

### Åtal och dom
Åtal mot Lindberg väcktes den 23 juni 2010. Han åtalades totalt för ett fall av grov våldtäkt, tre fall av våldtäkt, ett fall av förberedelse till grov våldtäkt mot barn alternativt förberedelse till grov våldtäkt, tio fall av koppleri, sju fall av köp av sexuell tjänst och ett fall av försök till köp av sexuell tjänst. I Lindbergs bil hittades en väska med flera sexleksaker, bland annat koppel, remmar för att binda med, en piska och en disciplinboll samt flera viagratabletter.
I stämningsansökan beskrevs flera grova sexuella övergrepp. Åklagaren skrev att omständigheterna var sådana att mannen måste ha visat särskild hänsynslöshet och råhet. Gärningen var, enligt åklagaren, att bedöma som grov med tanke på målsägandens ålder, det utdragna händelseförloppet och att målsäganden utsatts för sadistiskt sexuellt våld som medfört fysiska skador.
Lindberg medgav några fall av köp av sexuell tjänst, men nekade till att ha begått ytterligare brott. I domen, som meddelades den 30 juli 2010, dömdes Lindberg till sex år och sex månaders fängelse för bland annat grov våldtäkt. Hovrätten mildrade domen till sex års fängelse efter att ha friat honom på några åtalspunkter. Hovrätten dömde honom för grov våldtäkt, våldtäkt, misshandel, koppleri, köp av sexuella tjänster och försök till köp av sexuell tjänst. Lindberg frigavs villkorligt från fängelset i januari 2014, efter att ha avtjänat två tredjedelar av sitt straff.